# Arzana
Arzana (en sard, Àrtzana) és un municipi italià, dins de la província de Nuoro. L'any 2007 tenia 2.730 habitants. Es troba a la regió de Quirra. Limita amb els municipis d'Aritzo (NU), Desulo (NU), Elini, Gairo, Ilbono, Jerzu, Lanusei, Seui, Seulo (CA), Tortolì, Villagrande Strisaili i Villaputzu (CA).

## Administració
| Període | Identitat   | Partit        |
| ------- | ----------- | ------------- |
| 2005-   | Marco Melis | Llista Cívica |